# Molton

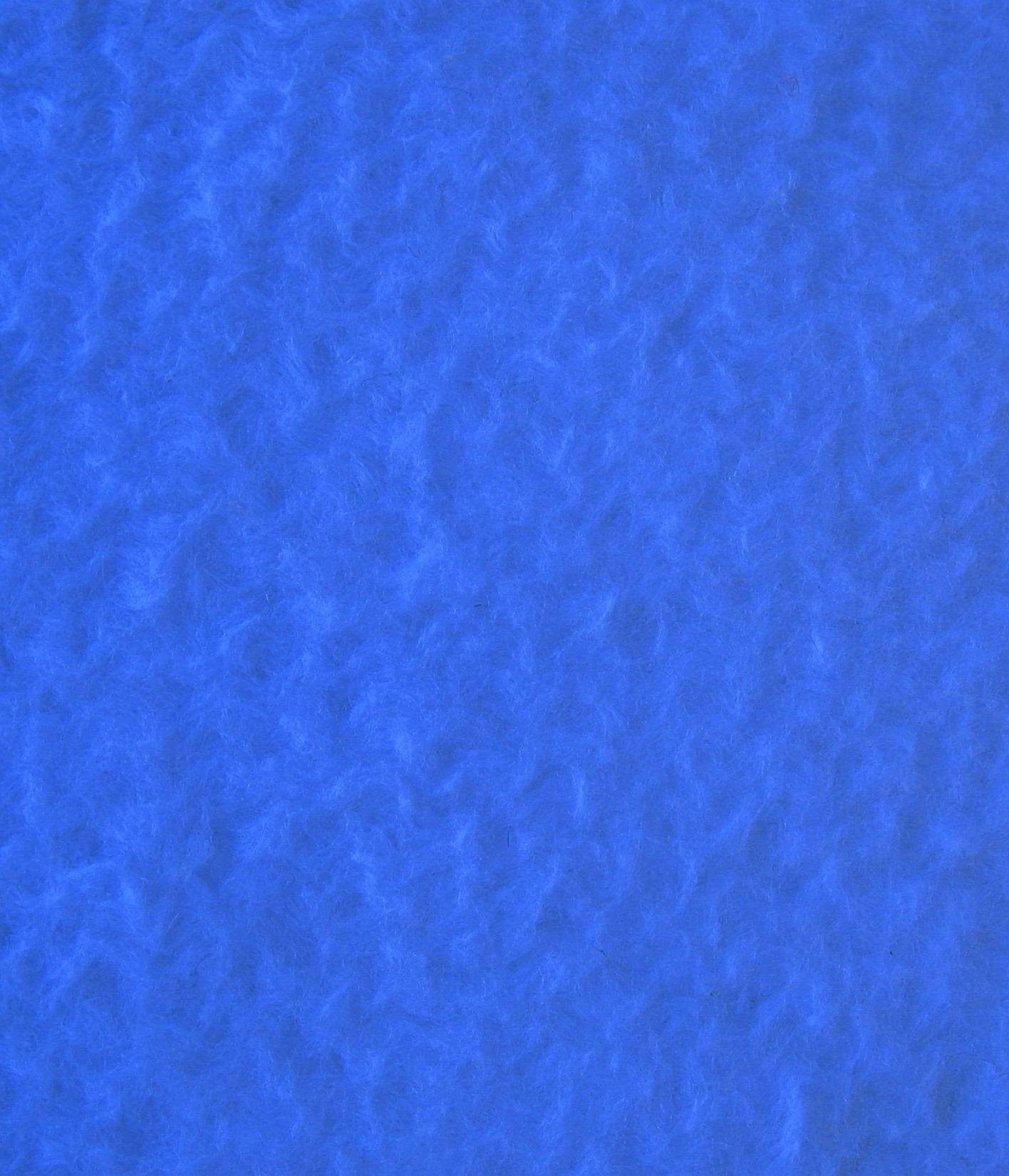
Molton

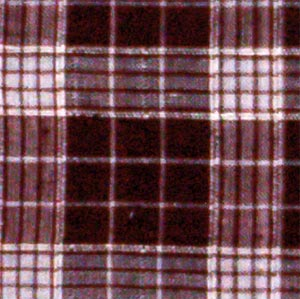
Molton

Molton är en borstad bomullsväv. Ofta är den flamskyddad och används inom teater, scener och som dekoration. Finns som scenmolton och dekomolton.